# Сребриново
Сребриново (болг. Сребриново) — село в Болгарии. Находится в Пазарджикской области, входит в общину Панагюриште. Население составляет 14 человек.

## Политическая ситуация
В местном кметстве Поибрене, в состав которого входит Сребриново, должность кмета (старосты) исполняет Иван Стоев Пандуров (Евророма) по результатам выборов правления кметства.
Кмет (мэр) общины Панагюриште — Георги Илиев Гергинеков (коалиция в составе 2 партий: Болгарская социалистическая партия (БСП), Объединённый блок труда (ОБТ)) по результатам выборов в правление общины.